# Осада Трарбаха
Осада Трарбаха (фр. Siège de Trarbach) проводилась с 10 апреля по 2 мая 1734 года во время Войны за польское наследство. Французские войска маршала Бель-Иля осадили и захватили крепость Трарбах, обороняемую трирским гарнизоном войск Священной Римской империи.

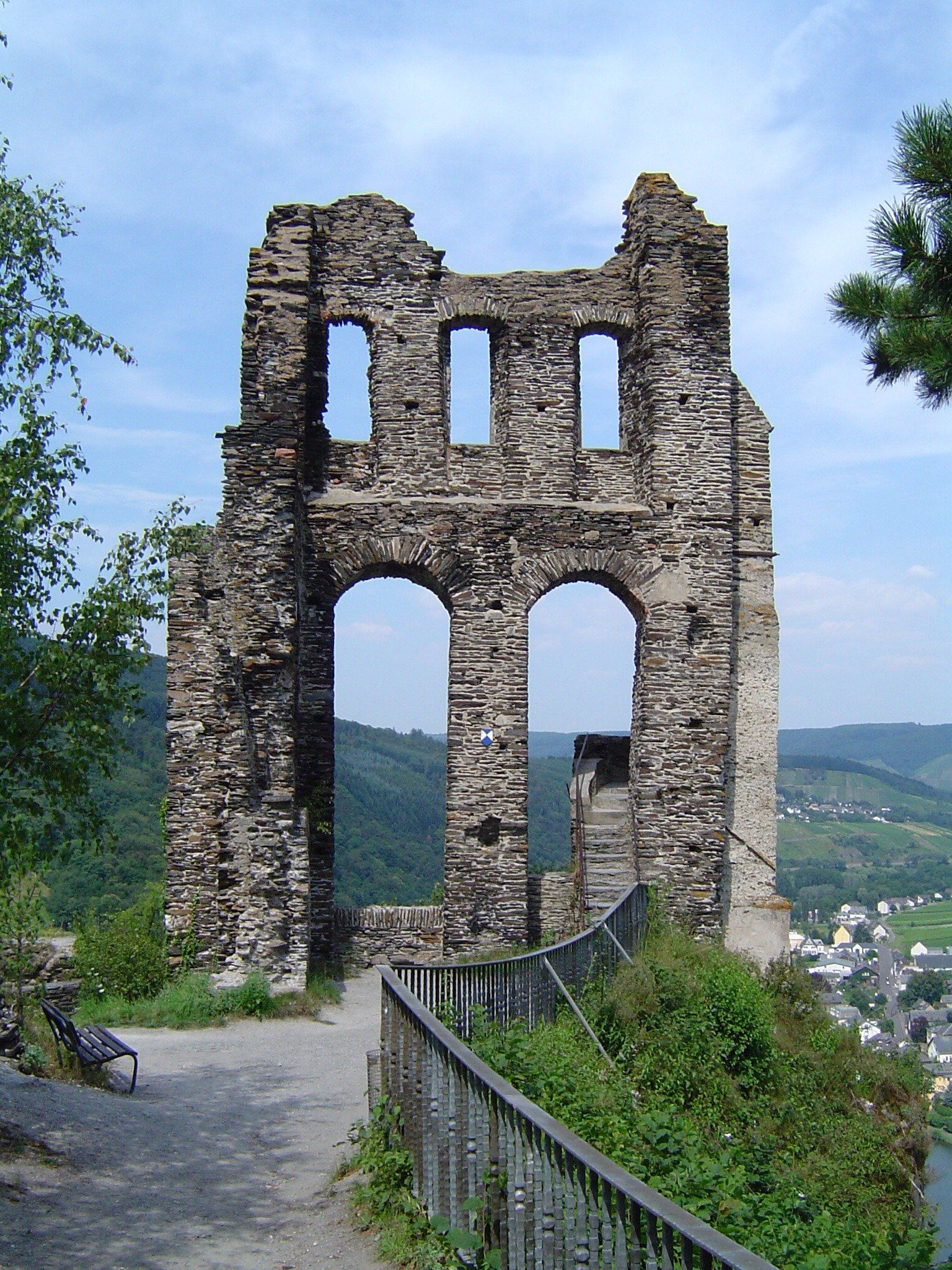
Руины Гревенбурга сегодня.

Крепость Трарбах, расположенная на берегу Мозеля, контролировала подступы к Триру. Поэтому в ходе войны одной из задач наступавшей французской армии было захватить крепость и возвышавшийся над ней замок Гревенбург, служивший цитаделью. За несколько дней до подхода французов гарнизон численностью около 600 человек был усилен и приведен в боевую готовность.
Надежда французского авангарда захватить город Трарбах и Гревенбург внезапной атакой в ночь с 9 на 10 апреля не оправдалась. Тем не менее французам удалось ночью взломать одни из городских ворот Трарбаха и взять город. Однако оборонявшиеся войска смогли отступить в Гревенбург.
Наконец, 12 апреля маршал Бель-Иль прибыл со всей своей армией в Трарбах. В ожидании запрошенной артиллерии французы прокладывали новые дороги, выкапывали траншеи и устанавливали защитные туры. После прибытия артиллерии начался обстрел замка. При бомбардировке Гревенбурга французы применили своеобразное химическое оружие. Они использовали тяжелые бомбы, от которых при падении исходил неприятный смрад. За время осады по цитадели было выпущено 2687 бомб.
Несмотря на обстрел, защитники смогли продержаться около месяца и отразить несколько попыток штурма. Однако к 1 мая французы смогли сильно повредить наружные укрепления перед главным входом в цитадель и проделать широкую брешь в стене, так что штурм стал неизбежным. Поэтому комендант решил 2 мая капитулировать, чтобы спасти людей. Согласованная капитуляция предусматривала почетный выход войск гарнизона, которым 4 мая было разрешено покинуть крепость под французским конвоем и направиться в Кобленц.
С отходом из Трарбаха закончилась война для трирских войск, которые отошли к Кобленцу и Эренбрайтштайну. Бель-Иль, разрушив Гревенбург, двинул основную часть своей армии на верхний Рейн, чтобы осадить Филиппсбург.